# 马兰 (植物)
马兰别名红梗菜、鸡儿肠、田边菊、紫菊、魚鰍串，螃蜞头草等，菊科马兰属多年生草本植物。嫩叶可做食用，称“马兰头”。马兰头营养丰富，具有维生素A和胡萝卜素含量高、蛋白质和膳食纤维丰富、高钾低钠等特点，中国江南地区常用做蔬菜，多清炒或凉拌，常见菜品有马兰头猪肉水饺、香干拌马兰头、马兰头炒春笋等。其与枸杞头、菊花脑并称为南京三宝。
在美国，Indian Aster可以生長在南方各州，相當旺盛，幾乎只要給水就可活，並可連續長成一大片。
马兰分红梗和青梗两种，以红梗为优，喜凉爽湿润，株高30至60厘米，匍匐茎。每年2月底播种，清明前后采收，可采收两次。7月开花，为头状花序，淡紫色或淡黄色。

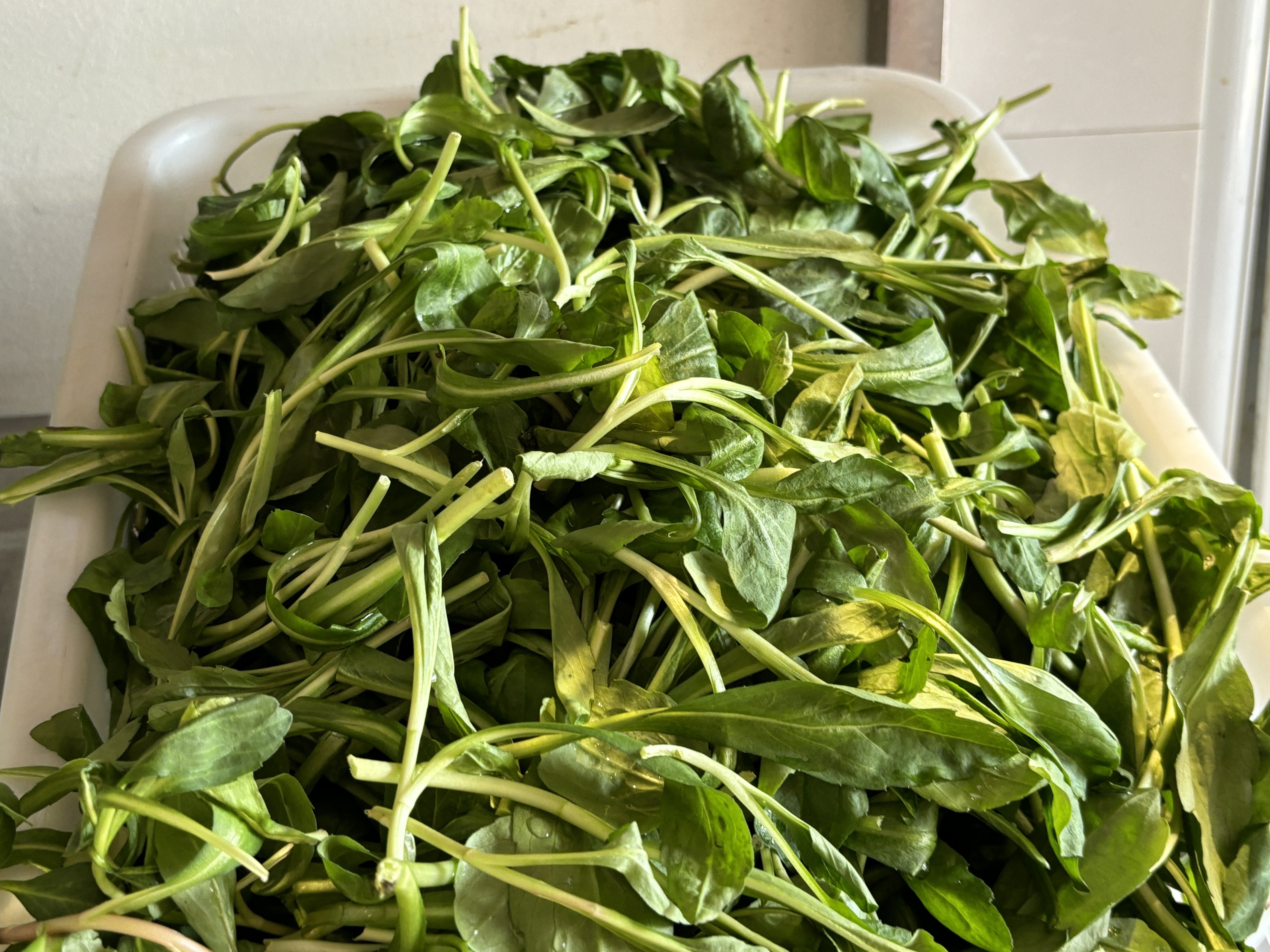
生马兰
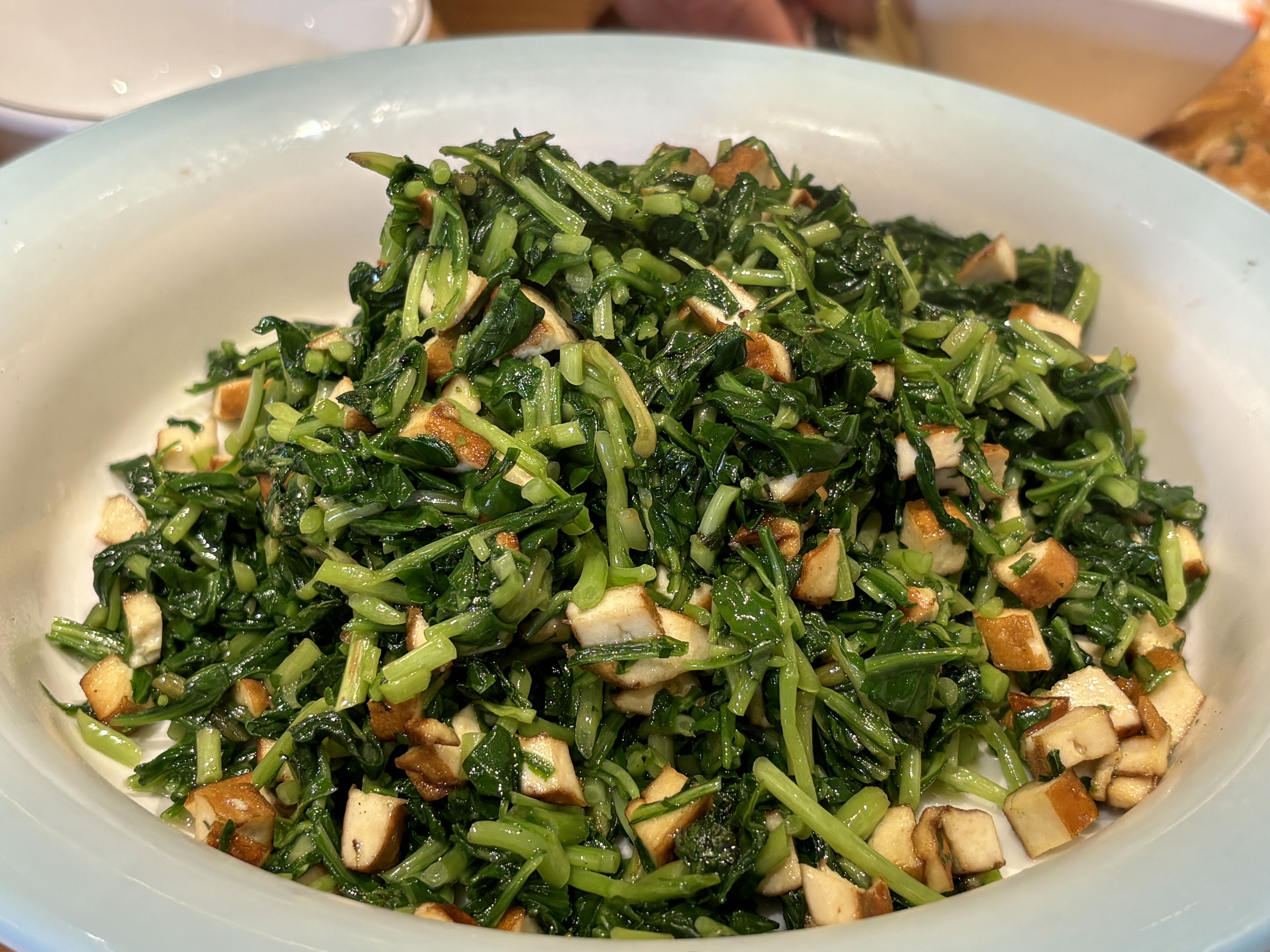
香干马兰头
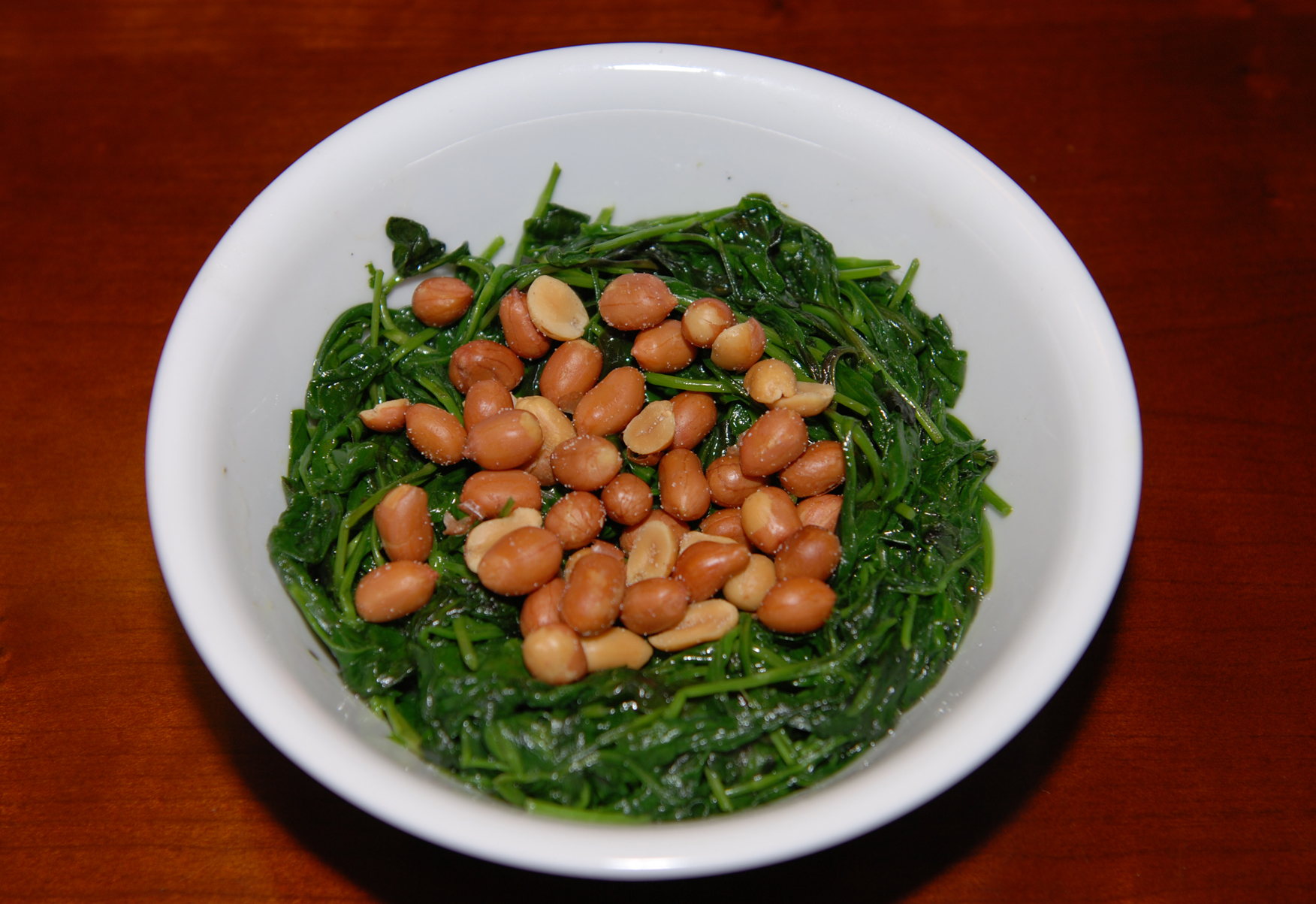
马兰头拌花生

## 外部連結
- 馬蘭 Malan（页面存档备份，存于） 藥用植物圖像數據庫 (香港浸會大學中醫藥學院) （繁體中文）（英文）